# Drosophila dorsalis
Drosophila dorsalis este o specie de muște din genul Drosophila, familia Drosophilidae, descrisă de Walker în anul 1865. Conform Catalogue of Life specia Drosophila dorsalis nu are subspecii cunoscute.